# Laternula Lake
Laternula Lake är en sjö i Antarktis. Den ligger i Östantarktis. Australien gör anspråk på området. Laternula Lake ligger 20 meter över havet. Arean är 0,27 kvadratkilometer. Den sträcker sig 1,7 kilometer i nord-sydlig riktning, och 0,8 kilometer i öst-västlig riktning.
I övrigt finns följande vid Laternula Lake:
- Clear Lake (en sjö)
- Mule Peninsula (en udde)